# Rigby
Rigby és una ciutat i seu del Comtat de Jefferson (Idaho) dels Estats Units d'Amèrica.

## Demografia
Segons el cens dels Estats Units del 2000 Rigby tenia 2.998 habitants, 1.051 habitatges, i 789 famílies. La densitat de població era de 1.134,8 habitants/km².
Dels 1.051 habitatges en un 42,8% hi vivien nens de menys de 18 anys, en un 60,2% hi vivien parelles casades, en un 11,7% dones solteres, i en un 24,9% no eren unitats familiars. En el 22,7% dels habitatges hi vivien persones soles el 12,5% de les quals corresponia a persones de 65 anys o més que vivien soles. El nombre mitjà de persones vivint en cada habitatge era de 2,83 i el nombre mitjà de persones que vivien en cada família era de 3,36.
Per edats la població es repartia de la següent manera: un 33,7% tenia menys de 18 anys, un 11,4% entre 18 i 24, un 24,2% entre 25 i 44, un 17,4% de 45 a 60 i un 13,4% 65 anys o més.
L'edat mediana era de 28 anys. Per cada 100 dones de 18 o més anys hi havia 88,2 homes.
La renda mediana per habitatge era de 30.192 $ i la renda mediana per família de 36.417 $. Els homes tenien una renda mediana de 32.316 $ mentre que les dones 18.269 $. La renda per capita de la població era de 12.795 $. Aproximadament el 10,5% de les famílies i el 12,1% de la població estaven per davall del llindar de pobresa.

## Poblacions properes
El següent diagrama mostra les poblacions més properes.